# Stefan Felsenthal
Stefan Felsenthal (Den Haag, 16 april 1933 - Amsterdam, 6 juni 2007) was een Nederlands acteur, dramaturg, televisieregisseur en -producent.

## Levensloop
Felsenthal was van Joodse afkomst. Zijn vader Herbert en moeder Gretel vluchtte in 1933 vanuit Duitsland naar Nederland. Tijdens de oorlog zat het gezin in Kamp Westerbork en Bergen-Belsen. Herbert Felsenthal overleed twee weken voordat Bergen-Belsen werd bevrijd. Zijn vader en twee zoontjes maakten onderdeel uit van het Verloren transport. 
Felsenthal studeerde Theaterwetenschappen aan de Universiteit van Berlijn. In Nederland debuteerde hij als acteur bij het gezelschap Studio in De kluis van Jacob van Campen. Ook speelde hij rollen in Engeland. Hij was daarna sporadisch in het theater te zien en speelde met enige regelmaat een rol op televisie.
In 1963 trad hij in dienst bij de NCRV als regisseur en adviseur drama, van 1971 tot 1972 was hij er waarnemend hoofd drama-, jeugd- en kunstprogramma's. Van 1972-1990 was Felsenthal Chef Culturele Programma’s NOS-televisie (later NPS). Onder zijn leiding werden circa 130 losstaande televisiespelen van 30 tot 90 minuten geproduceerd, alsook bijvoorbeeld de Eurovisie-kerstconcerten en vele balletproducties.
Van 1990-1997 was hij leider van de ZDF-hoofdredactie Theater en Muziek.
Hij vervulde een rol bij de kunstzender Arte, die mede door zijn inbreng ook nu nog theater en muziek hoog in het vaandel heeft staan. Felsenthal was daarnaast mede-oprichter van de Eurovisiewedstrijd voor jonge dansers en musici, en lid van het comité van het IMZ, het Internationale Muziekcentrum in Wenen.
In 1990 kreeg hij een koninklijke onderscheiding: Ridder in de Orde van Oranje-Nassau. Hij werd ook onderscheiden met de Prix Italia, evenals door de RAI en door het Festival 'Zlatá Praha' (Praag).
Stefan Felsenthal bekleedde vele bestuurlijke functies, o.a. lid Presidium European Broadcasting Union en later voorzitter dagelijks bestuur EBU, lid adviescommissie lange speelfilm Nederlands Fonds voor de Film, adviseur Stimuleringsfonds Nederlandse Culturele Omroepproducties, kroonlid Raad voor Cultuur, voorzitter commissie Internationaal Cultuurbeleid.
Stefan Felsenthal overleed op 74-jarige leeftijd in zijn woning in Amsterdam. Hij was sinds 1967 getrouwd met actrice Yolande Bertsch.
- International Standard Name Identifier: 0000 0003 9115 0137
- Nederlandse Thesaurus van Auteursnamen: 070389640
- Virtual International Authority File: 240477904
- WorldCat: E39PBJht6tbh9R6cvGtJqVqRKd